# 奧爾德威克 (新澤西州)
奧爾德威克（英語：Oldwick）是位於美國新澤西州亨特登縣的普查規定居民點。

## 人口
根據2020年美國人口普查的數據，奧爾德威克的面積為4.67平方千米，當中陸地面積為4.66平方千米，而水域面積為0.01平方千米。當地共有人口445人，而人口密度為每平方千米95.29人。